# Мацкеплишвили, Симон Теймуразович
Симо́н Теймура́зович Мацкеплишви́ли (род. 15 декабря 1972 года, Кутаиси) — российский учёный-кардиолог, практикующий врач высшей категории, лауреат Премии Правительства РФ (2012), профессор РАН, академик РАН (2025; член-корреспондент 2016), заслуженный деятель науки Российской Федерации (2022).

## Биография
Родился в 1972 году в гор. Кутаиси (Грузинская ССР) в семье медиков. Отец, Теймураз Яковлевич Мацкеплишвили, — ортопед, мать, Милица Иосифовна Бузиашвили, — ревматолог.
В 1988 году окончил среднюю школу с серебряной медалью.
В 1994 году — с отличием окончил Московскую медицинскую академию имени И. М. Сеченова.
Одним из первых профессиональных наставников С. Т. Мацкеплишвили стал его дядя, Юрий Иосифович Бузиашвили, — врач-кардиолог, ныне академик РАН, руководитель клинико-диагностического отделения Национального центра сердечно-сосудистой хирургии (НЦ ССХ) им. А. Н. Бакулева.
Проходил зарубежные стажировки: в Италии (Институт клинической физиологии гор. Пиза, 1996—98) и в США (Гарвардская медицинская школа, 1999).
В 1999 году, вернувшись в Россию, защитил кандидатскую диссертацию на тему: «Диагностическая значимость неинвазивных методов исследования коронарного и периферического кровообращения у больных мультифокальным атеросклерозом». С 1999 года занимал должности от младшего до главного научного сотрудника НЦ ССХ им. Бакулева, где в итоге проработал более пятнадцати лет.
В 2003 году — защитил докторскую диссертацию, тема: «Стресс-эхокардиография в диагностике ишемической болезни сердца, определении прогноза и оценке результатов хирургического и эндоваскулярного лечения».
В 2007 году присвоено учёное звание профессора.
С 2016 года — главный научный сотрудник Медицинского научно-образовательного центра МГУ.
В январе 2016 года присвоено почётное учёное звание профессора РАН. В октябре того же года избран членом-корреспондентом РАН по Отделению физиологических наук, а в мае 2025 года — академиком РАН по тому же Отделению.

## Научная деятельность и основные достижения
С. Т. Мацкеплишвили — специалист в области кардиологии. Сфера научных интересов: изучение и применение инвазивных и неинвазивных методов оценки патологий сердечно-сосудистой системы, ангиогенез, внедрение клеточных технологий в исследования сердца.
Автор свыше 400 научных работ, среди них 13 монографий, 1 практическое руководство, 1 учебник и 2 патента.
Важнейшие достижения:
- создал аппаратно-программный комплекс для моделирования механики сокращений миокарда;
- разработал метод дооперационной стратификации риска сердечно-сосудистых осложнений при экстракардиальных хирургических вмешательствах;
- разработал и внедрил новые методы оценки взаимосвязи физиологических процессов сокращения и перфузии миокарда;
- исследовал новые способы защиты миокарда и головного мозга при операциях в условиях искусственного кровообращения;
- предложил новую шкалу оценки качества жизни при острой сердечной недостаточности.

Участвовал в разработке уникального клапана, устанавливаемого в сердце без вскрытия грудной клетки, через специальный катетер, вводимый в бедренную артерию. Такой клапан может имплантироваться в обычном хирургическом отделении, в отличие от всех существующих. Он не имеет срока давности и создан на основе инновационного биополимера, также разработанного при участии С. Т. Мацкеплишвили.

## Просветительская и публичная деятельность
Параллельно с врачебной практикой и научной работой, ведёт преподавательскую деятельность, читая курсы «Кардиология XXI в. — от трёхмерной диагностики до клеточных технологий», «Amazing cardiology».
Участвовал в организации конкурсов молодых кардиологов.
Является членом редакционного совета журнала «Кардиология: новости, мнения, обучение».
Выступает в СМИ по проблемах российской кардиологии и медицины вообще, а также с научно-популярными статьями.
Входит в состав Российского еврейского конгресса.

## Награды
- Медаль Марии Кюри Института Франции и Французской Академии наук (2005 год)[3]
- Премия Правительства Российской Федерации (в составе группы, за 2012 год) — за разработку и внедрение в широкую медицинскую практику современных новых методов диагностики и лечения дисфункции миокарда[17]
- Звание и приз «Primus inter pares» («Первый среди равных») Европейского кардиологического общества (трижды[11]: в 2013[18], 2015 и 2016 годы)